# تپه ولیکی
تپه ولیکی مربوط به دوران‌های تاریخی پس از اسلام است و در شهرستان نکا، بخش مرکزی، روستای شهاب الدین واقع شده و این اثر در تاریخ ۱۷ اسفند ۱۳۸۱ با شمارهٔ ثبت ۷۸۴۳ به‌عنوان یکی از آثار ملی ایران به ثبت رسیده است.